# كونراد فايس
كونراد فايس (بالألمانية: Konrad Weiß)‏ (و. 1880 – 1940 م) هو مؤلف، وكاتب ألماني، توفي في ميونخ، عن عمر يناهز 60 عاماً.